# 全美超級模特兒新秀大賽 (第一季)
《全美超級模特兒新秀大賽》第一季，是美國真人秀《全美超級模特兒新秀大賽》的首個季度，連同回顧一共播出九集。
相較於往後的賽季，由於其實驗性，故最初只從海選中選出十位參賽者。而勝出者可獲得「Wilhelmina Models」的模特兒合約、「Revlon」的化妝品合約以及《Marie Claire》雜誌的篇幅。

## 參賽者
- 按名字序：

| 參賽者                  | 參賽年齡 |
| ----------------------- | -------- |
| Adrianne Curry          | 20       |
| Ebony Haith             | 24       |
| Elyse Sewell            | 20       |
| Giselle Samson          | 18       |
| Katie Cleary            | 21       |
| Kesse Wallace           | 21       |
| Nicole Panattoni        | 22       |
| Robynne "Robin" Manning | 26       |
| Shannon Stewart         | 18       |
| Tessa Carlson           | 19       |

## 每集簡介
第1集：The Girl Who Wants It So Bad
從數千人中被挑選出的20位選手首先會前往洛杉磯接受最後選拔，其後會有8位選手成功晉級至正式比賽。
隨後參賽者們抵達了紐約進行比賽，其後Tyra並帶同2位未經預賽的新參賽者加入其中。接著健身教練Jon Silverman會為選手們進行身高及體重量度，隨後她們會接受蜜蠟脫毛。
隨後，選手們的首場硬照並正式展開：她們須穿著Jennifer Lopez的服裝品牌「J.Lo」之比基尼泳衣，並會在嚴寒的天氣下於曼哈頓一座摩天大樓樓頂拍攝硬照。
- 硬照攝影師：Douglas Bizzaro＆Elizabeth Moss

第2集：The Girls Is Here To Win
餘下的9位參賽者會跟隨著台步教練J. Alexander學習走台步，而翌日她們會接受模擬真實時裝秀的台步小挑戰。
而是次參賽者們會為雜誌《Stuff》拍攝比基尼泳衣照；其後在評審環節，參賽者被要求逐一向評審們展示台步。
- 特別嘉賓：J. Alexander、Wyclef Jean
- 硬照攝影師：Barry Hollywood
- 客座評審：J. Alexander

第3集：The Girl Who Gets Rushed to the Emergency Room
參賽者們於該週被帶到一間髮廊，並被告知她們須接受大改造。
而翌日Tyra的私人化妝師Jay Manuel告知參賽者們將會在當晚出席活動，同樣地造型師Derek Kahn並會指導她們如何打扮，其後她們亦被告知須接受適合出席夜間活動的化妝小挑戰。
是次硬照每位參賽者須聯同一條蛇拍攝特殊妝容的臉部特寫；其後在翌日的評審環節，參賽者們被要求復刻過往Tyra的一個妝容。
- 特別嘉賓：Jay Manuel、Kim Lepine、Jon Silverman、Max Tucci、Janice Combs、Constance White、Derek Kahn
- 硬照攝影師：Troy Ward
- 客座評審：Jay Manuel

第4集：The Girl Who Drives Everyone Crazy
餘下的7位參賽者會跟隨戲劇導師Alice Spirak學習演戲，並在翌日接受其演戲小挑戰。
是次參賽者們會為品牌「Fresh Look」的隱形眼鏡拍攝廣告短片；其後在翌日的評審環節小挑戰，參賽者們須按照評審們提供的劇稿演戲。
- 特別嘉賓：Jon Silverman、Alice Spivak、Tracy Staus
- 廣告短片導演：Loren Haynes
- 客座評審：Loren Haynes

第5集：The Girl Who Everyone Thinks Is Killing Herself
參賽者會於該週學習如何應對訪問的技巧，並會在翌日接受記者Steve Sanagti採訪的小挑戰。
是次拍攝參賽者們會與美式足球員Clinton Portis合作，為品牌「Reebok」拍攝一輯具動感的硬照廣告；其後在評審環節小挑戰，參賽者們須回答Steve Sanagti的兩道問題。
- 特別嘉賓：Cindy Berger、Jon Silverman、Clinton Portis、Christine Curry、Martin Crandall、Derek Kahn、Steve Santagati
- 硬照攝影師：Daniel Garriga
- 客座評審：Steve Santagati

第6集：The Girl Who Deals with a Pervert
餘下的參賽者被帶到模特兒公司「Wilhelmina Models」會見其女模特兒部主管Pink，在該處他會教授參賽者們有關面試的技巧以及逐一向每位參賽者批評及提供意見，隨後亦告知參賽者們將會前往法國巴黎。
在參賽者們抵達巴黎後的第一晚，她們會聯同Tyra一同在餐廳吃晚飯，而Tyra亦向選手們所分享其在巴黎的經驗。而翌日，參賽者們會穿著品牌「Wonderbra」的內衣，並聯同男模拍攝以巴黎鐵塔為背景的硬照。
其後，參賽者被帶到模特兒經理人公司「Marilyn」與其負責人Marilyn Gauthier以及經理人Emma Mackie會面，而她們告知選手們須按時單獨前往5位當地時裝設計師的工作室接受面試。
- 特別嘉賓：Pink、Brad Pinkert、Emma Mackie、Marilyn Gauthier
- 硬照攝影師：Michel Haddi
- 客座評審：Marilyn Gauthier

第7集：The Girls Who Get Really Naked
Tyra來到了參賽者們所住的酒店，並為她們拍攝一輯硬照。隨後參賽者被帶到時裝品牌「House of Carven」旗艦店試穿高級定製服裝，而翌日她們須穿著高級定製服裝接受與四位於巴黎社交圈內活躍的男士約會的小挑戰。
接著，參賽者們被帶到餐廳「buddha-bar」，在該處她們被告知須為珠寶品牌「Merit Diamond Jewelry」拍攝裸體硬照。
而在回到美國後的評審環節小挑戰，她們須在限時內穿上高級定製服裝後予評審評分。
- 特別嘉賓：Pascal Millet
- 硬照攝影師：Tyra Banks＆Patrick Katzman
- 客座評審：Derek Khan

第8集：How the Girls Got Here
該集為節目回顧，並會同時播放在比賽中尚未曝光的片段。
第9集：The Girl Who Becomes America's Next Top Model
餘下的3位參賽者首先會與時裝週製作人Drew Lineham會面，而他會向3人講解有關時裝週的要點。隨後3人被帶到Kimora Lee Simmons的時裝公司進行評估，而接著就是評審環節。
- 客座評審：Drew Lineham

其後，餘下的兩人會與評審們一同進餐，而翌日她們會為時裝品牌「Baby Phat」走秀。
最後評審們會為兩人進行最後的評審，評審們會根據兩人過往的硬照以及其在時裝週的表現，隨後會選出節目的勝出者。

## 詳細資料
晉級次序：
| 點名次序 | 集數          | 集數     | 集數     | 集數     | 集數     | 集數     | 集數     | 集數     | 集數     | 集數     |
| 點名次序 | 1             | 1        | 2        | 3        | 4        | 5        | 6        | 7        | 9        | 9        |
| -------- | ------------- | -------- | -------- | -------- | -------- | -------- | -------- | -------- | -------- | -------- |
| 1        | Nicole        | Ebony    | Shannon  | Shannon  | Kesse    | Adrianne | Elyse    | Elyse    | Shannon  | Adrianne |
| 2        | Robin         | Elyse    | Nicole   | Kesse    | Elyse    | Kesse    | Shannon  | Adrianne | Adrianne | Shannon  |
| 3        | Kesse         | Kesse    | Giselle  | Elyse    | Adrianne | Shannon  | Robin    | Shannon  | Elyse    |          |
| 4        | Elyse         | Adrianne | Robin    | Giselle  | Robin    | Robin    | Adrianne | Robin    |          |          |
| 5        | Katie         | Katie    | Adrianne | Adrianne | Shannon  | Elyse    | Kesse    |          |          |          |
| 6        | Ebony         | Nicole   | Ebony    | Robin    | Giselle  | Giselle  |          |          |          |          |
| 7        | Adrianne      | Giselle  | Elyse    | Ebony    | Ebony    |          |          |          |          |          |
| 8        | Shannon       | Robin    | Kesse    | Nicole   |          |          |          |          |          |          |
| 9        | Giselle Tessa | Shannon  | Katie    |          |          |          |          |          |          |          |
| 10       | Giselle Tessa | Tessa    |          |          |          |          |          |          |          |          |
-  ：為該季的獲勝者
-  ：為該集小挑戰獲勝的參賽者
-  ：為該集被淘汰的參賽者
-  ：為未經選拔賽而直接晉級至正式比賽的參賽者

大改造：
- Adrianne：駁深棕色長髮與瀏海
- Ebony：禿頭
- Elyse：精靈式短髮、局部挑染褐棕色
- Giselle：修剪層次、局部挑染紅色
- Kesse：駁蜜糖金長髮及染眉毛
- Nicole：修剪與駁直髮
- Robin：駁亮棕長髮及染眉毛
- Shannon：駁長金髮

## 外部連結
- 官方網站（页面存档备份，存于）
- 台灣Channel V網站有關本季的介紹
- Top Model Forum(香港)（页面存档备份，存于）
- ANTM 全美超級模特兒新秀大賽中文討論區（页面存档备份，存于）